# Bobotie

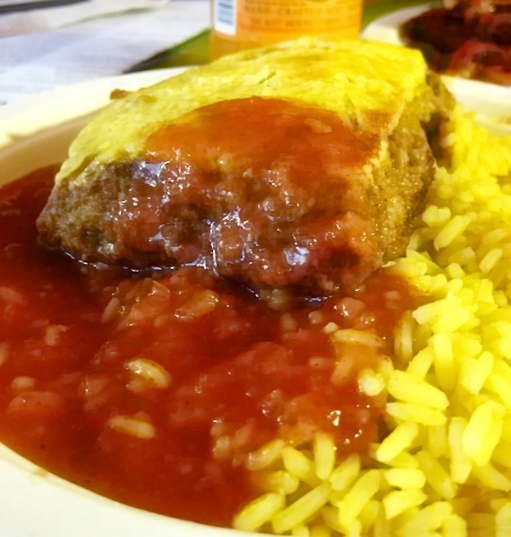
Bobotie

Bobotie é um prato típico da culinária da África do Sul, mais especificamente da   
tradição dos malaios-do-cabo, composto por carne moída cozida com caril e temperos doces e assada no forno com uma cobertura de ovos batidos com leite.  É um prato tão popular que a Liga das Mulheres da ONU escolheu-o como “prato nacional da África do Sul”. 
Pode ser feito com carne de vaca, porco ou borrego, ou ainda uma combinação delas. Para além dos temperos próprios da culinária do sueste asiático, a carne é ligada com pão seco demolhado em leite e leva ainda um jam ou chutney e pedaços de maçã, alperces secos e passas de uva demolhados em água e finalmente os ovos batidos com leite, após o que a mistura vai ao forno até os ovos estarem cozidos. Tradicionalmente, este prato é servido com arroz cozido com açafrão indiano. 
Pensa-se que este prato poderia ter origem numa preparação indonésia chamada “bobotok”, levada para a África do Sul por escravos ou exilados políticos daquele país da Ásia. É muitas vezes acompanhado com sambal.  No entanto, algumas receitas de botok (“bobotok” seria o plural) apontam para preparações com base em leite-de-coco, cozidas dentro de folhas de bananeira. 